# Carmelo Salas
Carmelo Salas Tavira (Córdoba, España, 13 de septiembre de 1949) es un exfutbolista español que se desempeñaba como defensa.

## Clubes
| Club                   | País   | Año       |
| ---------------------- | ------ | --------- |
| Córdoba Club de Fútbol | España | 1970-1977 |
| Burgos Club de Fútbol  | España | 1977-1981 |